# Sommet (géométrie)
Pour les articles homonymes, voir Sommet (homonymie).

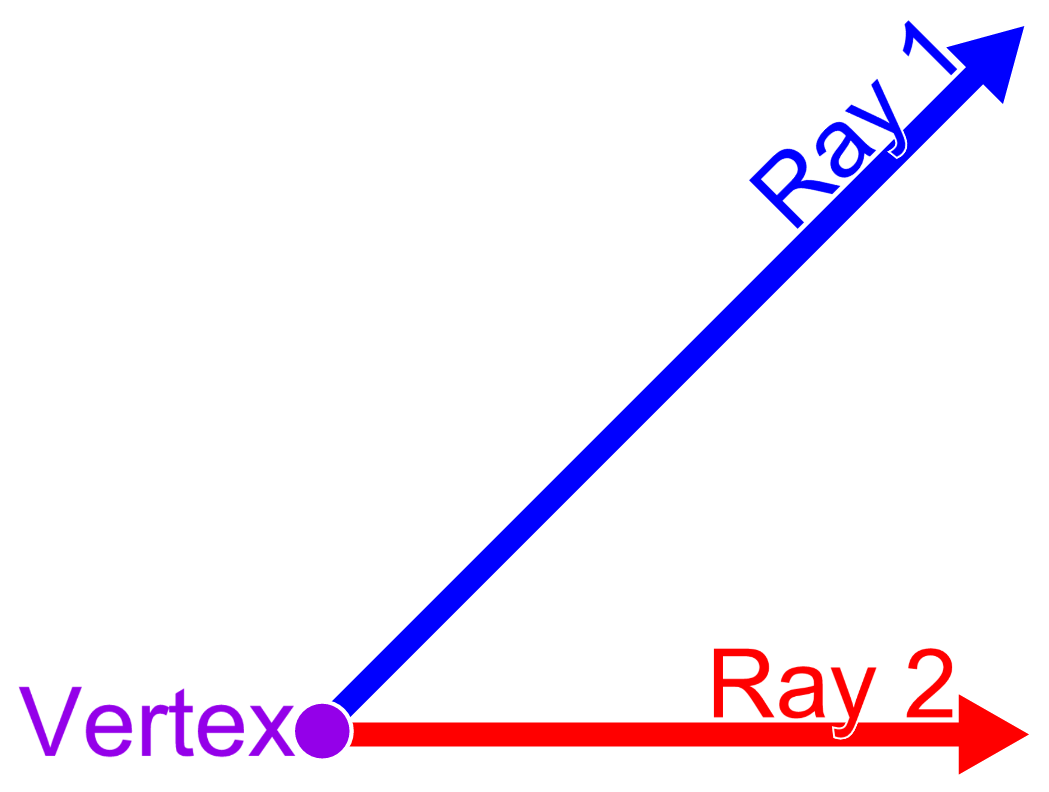
Le sommet d'un angle est le point où se réunissent les deux côtés.

Dessins en fil de fer de trois cubes avec coloriés en rouge, de gauche à droite, un sommet, une arête, et une face.

En géométrie, un sommet est un point particulier d'une figure ; par exemple :
- un sommet d'un polygone, d'un polyèdre, ou plus généralement d'un polytope, est un 0-simplexe de celui-ci ;
  - c'est l'extrémité d'au moins une arête (par analogie, on parle aussi de sommets en théorie des graphes) ;
  - dans un polyèdre, en chaque sommet, convergent au moins trois faces et un nombre égal d'arêtes (voir aussi le théorème de Descartes-Euler, qui relie le nombre de sommets, d'arêtes et de faces d'un polyèdre) ;
- le sommet d'un angle est le point d'intersection des deux côtés de cet angle ;
- le sommet d'un cône est le point d'intersection de toutes les génératrices de ce cône.
- Les sommets d'une courbe plane sont les points où la courbure est extrémale. Par exemple, une ellipse possède quatre sommets.

## Principaux sommets

Le sommet B est une « oreille », parce que la ligne droite entre C et D est entièrement à l'intérieur du polygone. Le sommet C est une « bouche », parce que la ligne droite entre A et B est complètement à l'extérieur du polygone (Définition à vérifier).